# Epictinae
Epictinae is een onderfamilie van slangen uit de familie draadwormslangen (Leptotyphlopidae). 

## Naam en indeling
De wetenschappelijke naam van de groep werd voor het eerst voorgesteld door Stephen Blair Hedges, Solny Arnardottir Adalsteinsson en William Roy Branch in 2009. Er zijn 89 soorten in tien geslachten. 

## Verspreiding en habitat
De slangen komen voor in delen van Azië, Afrika, Noord-, Midden- en Zuid-Amerika. Ze ontbreken in Europa en in Azië, in het laatste werelddeel komen wel wel vertegenwoordigers voor van de onderfamilie Leptotyphlopinae.

## Geslachten
De onderfamilie omvat de volgende geslachten, met de auteur, het soortenaantal en het verspreidingsgebied.
| Naam             | Auteur                               | Aantal soorten | Verspreidingsgebied |
| ---------------- | ------------------------------------ | -------------- | --- |
| Epictia          | Gray, 1845                           | 43             | Midden- en Noord-Amerika, inclusief delen van de Caraïben; Kleine Antillen, Guyana, Suriname, Frans-Guyana, Trinidad, Venezuela, Brazilië, Peru, Colombia, Mexico, Nicaragua, Honduras, Guatemala, El Salvador, Panama, Argentinië, Uruguay, Nederlandse Antillen, Bahama's, San Salvador, Bolivia en Costa Rica |
| Habrophallos     | Hoogmoed, 1977                       | 1              | Zuid-Amerika; Suriname, Frans-Guyana en Brazilië |
| Mitophis         | Hedges, Adalsteinsson & Branch, 2009 | 4              | Caribisch Gebied; Hispaniola |
| Rena             | Baird & Girard, 1853                 | 11             | Noord-, Midden- en Zuid-Amerika; Mexico, de Verenigde Staten, Argentinië, Paraguay en Bolivia |
| Rhinoguinea      | Trape, 2014                          | 1              | Afrika; Mali |
| Rhinoleptus      | Villiers, 1956                       | 1              | Afrika; Senegal, Guinee, Mali, Guinee-Bissau en Gambia |
| Siagonodon       | Peters, 1881                         | 4              | Zuid-Amerika; Brazilië, Guyana, Frans-Guyana, Venezuela, Bolivia, Argentinië en Suriname |
| Tetracheilostoma | Jan, 1861                            | 3              | Caribisch Gebied; Bovenwindse Eilanden van de Kleine Antillen; Martinique, Saint Lucia en Barbados |
| Tricheilostoma   | Jan, 1860                            | 6              | Afrika; Togo, Benin, Tsjaad, Ghana, Nigeria, Congo-Kinshasa, Centraal-Afrikaanse Republiek, Burkina Faso, Soedan, Niger, Ivoorkust, Mali, Guinee, Kameroen, mogelijk in Congo-Brazzaville |
| Trilepida        | Hedges, 2011                         | 15             | Zuid-Amerika; Guyana, Suriname, Brazilië, Venezuela, Ecuador, Panama, Colombia en Frans-Guyana |